# Avenue Rapp
Die Avenue Rapp ist eine mehrspurige Einbahnstraße im 7. Arrondissement von Paris.

## Lage
Die Straße beginnt am Place de la Résistance und führt zum Place du Géneral Goudard, also in Nord-Süd-Richtung.

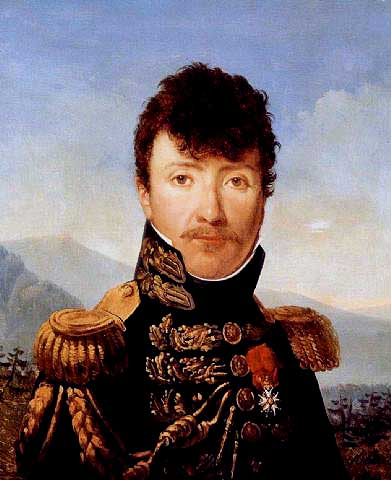
Jean Rapp, Portrait von Henri-François Riesener

## Namensursprung
Die Avenue wurde zu Ehren des französischen Generals des Kaiserreichs Jean Rapp (1773–1821) benannt. Er wurde ausgezeichnet und berühmt während des Ägyptenfeldzugs und der Schlacht bei Austerlitz, weil er Napoleon mehrmals das Leben gerettet hatte.

## Geschichte
Die Straße wurde 1858 eingeweiht und hieß zunächst Avenue du Champ-de-Mars, bevor sie 1864 ihren heutigen Namen erhielt.
Von 1894 bis 1899 befand sich hier die Pferderennbahn Champ-de-Mars, auf der Shows stattfanden. Sie löste die Pferderennbahn an der Pont de l’Alma ab, die 1892 geschlossen werden musste. Aber auch die Pferderennbahn Champ-de-Mars musste dann den Vorbereitungsarbeiten für die Weltausstellung von 1900 weichen. Die Nachfolge übernahm dann das Hippodrome de Monmartre, das am 13. Mai 1900 eröffnet wurde.

## Sehenswürdigkeiten
- Nr. 20: Hinter dem Dach der Haussmann-Fassade steht ein Uhrenturm. An dieser Adresse ließen die Grands Magasins du Louvre im Jahr 1860 ihren Verwaltungssitz und ihre Lagerhäuser errichten. Außerdem wurde ein weithin sichtbarer Belfried mit einer nachts beleuchteten Uhr errichtet. Nach der Auflösung des Unternehmens wurde auf dem Gelände Wohnraum gebaut. In den Turm wurde zunächst ein Wassertank eingebaut, der in den 1980er Jahren in eine Wohnung umgewandelt wurde.
- Nr. 23: Im Erdgeschoss dieses Gebäudes befindet sich eine Apotheke, die 1905 eröffnet wurde. Die Fassade und die Inneneinrichtung wurden 1985 unter Denkmalschutz gestellt. Die Inneneinrichtung ist erhalten: Auf den Regalen stehen mit Mohnblumen bemalte Vasen.[4]
- Nr. 29: Immeuble Lavirotte Der Architekt Jules Lavirotte errichtete dieses Gebäude zwischen 1900 und 1901 und gewann damit den Pariser Fassadenwettbewerb von 1901. Er verwendete eine Vielzahl von Materialien – Stein, Stuck, Sandstein und Keramik – die mit Pflanzenmotiven, Tieren, Menschen und sexuellen Symbolen in Verbindung gebracht werden. Das Gebäude ist ein Zeugnis der Pariser Jugendstilarchitektur.

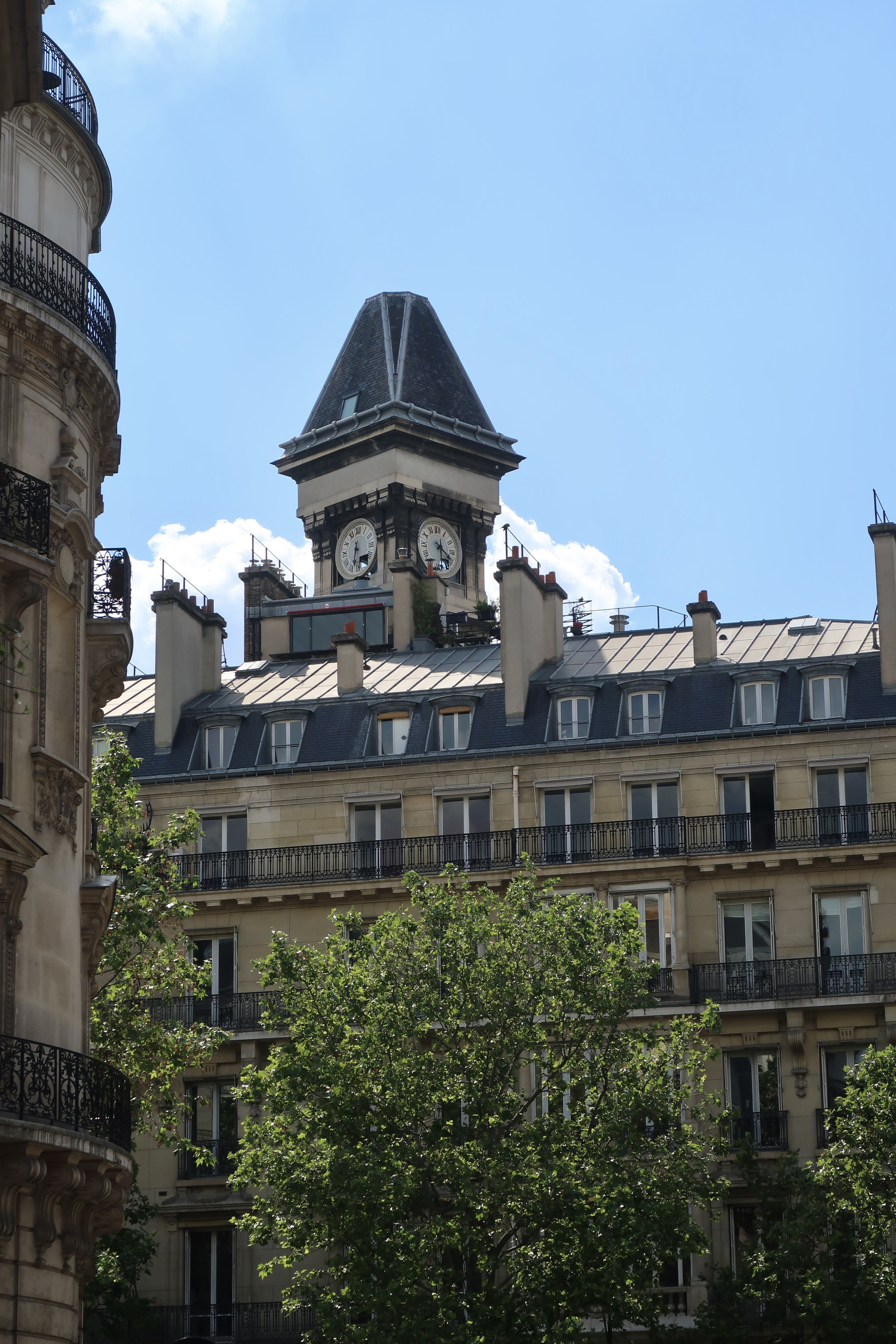
Nr. 20: Uhrenturm
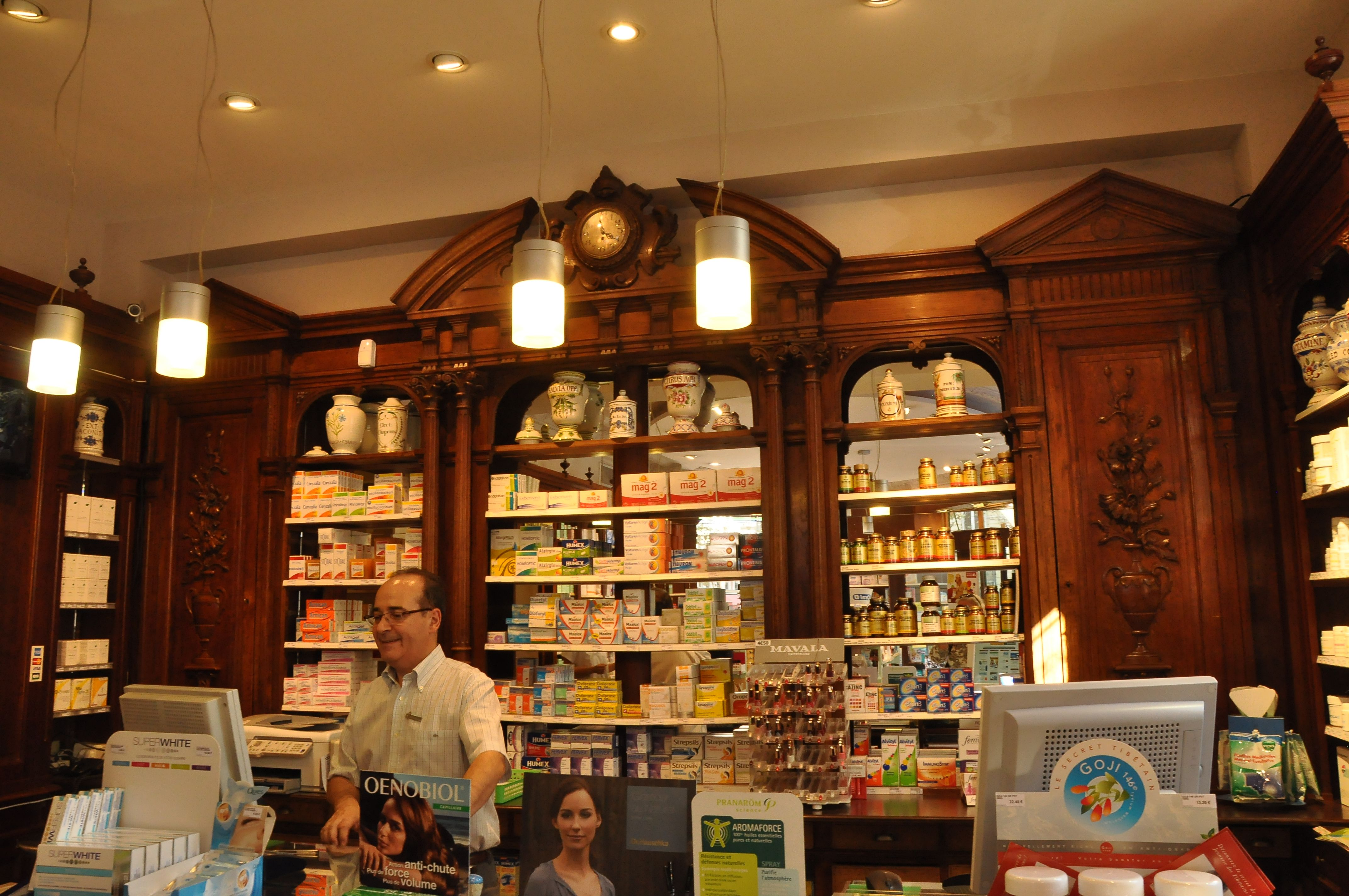
Nr. 23: Apotheke
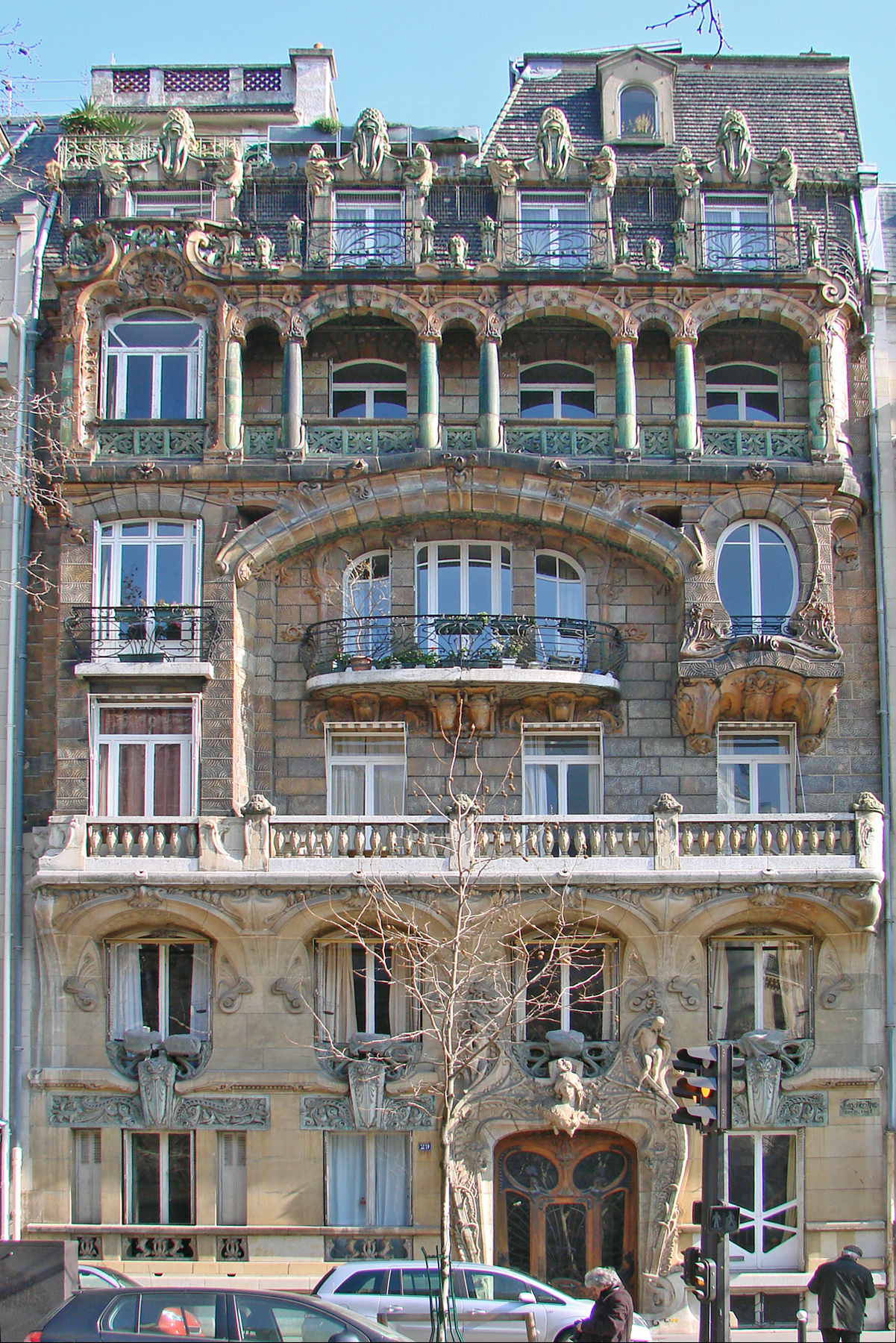
Nr. 29: Immeuble Lavirotte

## Die Straße als Kulisse

### Im Film
- In dem Film Der Fall Serrano (1977) von Georges Lautner lebt Christiane Dubaye, die von Stéphane Audran gespielte Figur, in der Avenue Rapp 15.
- In der ersten Szene des Films von Guillaume Canet Kleine wahre Lügen (2010) verlässt Ludo, die von Jean Dujardin gespielte Figur, die Diskothek Le Baron, überquert auf einem Motorroller den Place de l’Alma und die Pont de l’Alma und nimmt dann die Avenue Rapp, wo er an der Kreuzung mit der Rue de l’Université einen Verkehrsunfall hat.
- Im Film Der Ursprung der Welt (2020) von Laurent Lafitte sieht man die beiden Hauptfiguren, gespielt von Laurent Lafitte und Karin Viard, zweimal das Gebäude mit der Nummer 29 verlassen.

### Im Fernsehen
- In der Fernsehserie Second Chance (2008–2009) befindet sich die Agentur Broman & Barow in der Avenue Rapp 20.